# Melitta Muszely

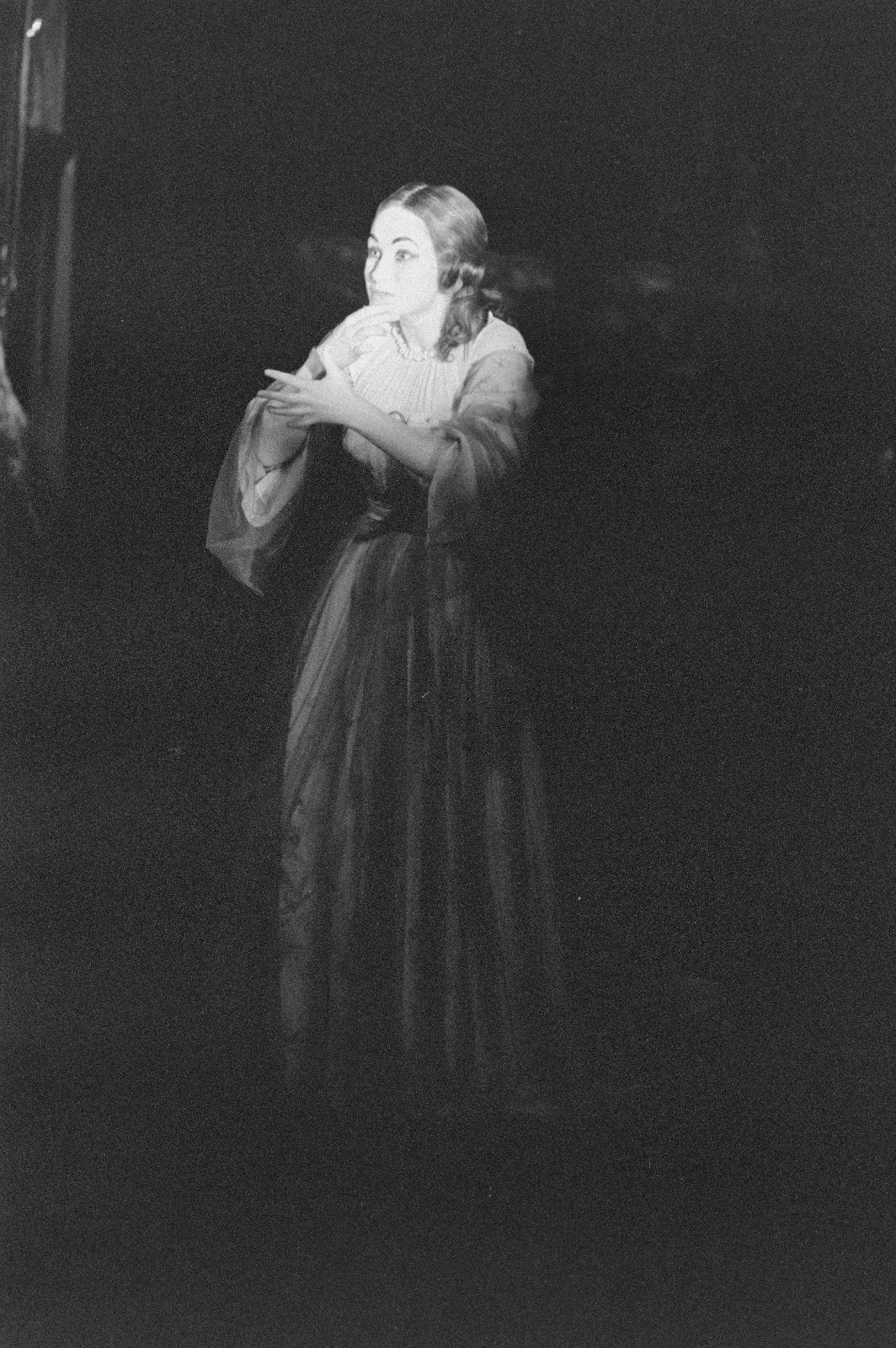
Melitta Muszely in Hoffmanns Erzählungen, Komische Oper Berlin, 1958, Foto: Abraham Pisarek

Melitta Muszely (verheiratete Filippi, * 13. September 1927 in Wien; † 18. Jänner 2023 ebenda) war eine österreichische Opernsängerin (Sopran) und Gesangspädagogin.

## Leben und Wirken
Die Familie von Melitta Muszely stammte ursprünglich aus Ungarn. Muszely studierte Klavier und Gesang am Konservatorium der Stadt Wien.
1950 debütierte sie am Stadttheater Regensburg, dessen Mitglied sie bis 1952 blieb. Von 1953 bis 1968 war sie festes Ensemblemitglied der Hamburger Staatsoper. Sie wirkte dort in mehreren Opern-Uraufführungen mit, unter anderem 1955 in Pallas Athene weint von Ernst Krenek und 1963 in Figaro lässt sich scheiden von Giselher Klebe.
Muszely hatte mehrere Gastverträge, unter anderem mit der Berliner Staatsoper, der Wiener Staatsoper und der Komischen Oper Berlin. Außerdem trat sie als Gast am Opernhaus Zürich auf. 1959 sang sie an der Komischen Oper Berlin alle vier Frauengestalten (Olympia, Antonia, Giulietta, Stella) in der Oper Hoffmanns Erzählungen von Jacques Offenbach in der legendären Inszenierung von Walter Felsenstein. 1970 übernahm Melitta Muszely in der DEFA-Verfilmung von Felsensteins Hoffmanns Erzählungen wiederum die vier Frauengestalten.
An der Wiener Staatsoper sang sie von 1963 bis 1967 zahlreiche Partien aus dem Fachbereich des Koloratursoprans und des lyrischen Soprans.
Internationale Gastspiele führten Melitta Muszely unter anderem an die Opernhäuser von Paris, Venedig und Lissabon, zu den Salzburger Festspielen und zum Edinburgh Festival.
Muszely wirkte auch als Lied- und Konzertsängerin sowie als Gesangspädagogin. 1980 gab sie nach Beendigung ihrer Opernlaufbahn nochmals einen Liederabend. Sie unterrichtete noch im hohen Alter. Im September 2022 feierte sie bei bester Gesundheit ihren 95. Geburtstag. Melitta Muszely starb im Jänner 2023 im 96. Lebensjahr in Wien.

## Repertoire
Melitta Muszely wurde vor allem als Koloratursopranistin bekannt. Zu ihren großen Opernpartien gehörten die Mozartrollen Pamina, Donna Elvira und Susanna, die Marzelline in Fidelio, die Marie in Die verkaufte Braut und die Violetta Valéry von Giuseppe Verdi. Muszely galt außerdem als Spezialistin für die Opernrollen von Richard Strauss. Geschätzt wurde sie insbesondere als Sophie in Der Rosenkavalier und in der Titelrolle der Arabella. Muszely übernahm auch Partien in selten gespielten Opern, so die Turandot in der gleichnamigen Oper von Ferruccio Busoni.

### Oper (Auswahl)
| Beethoven: - Marzelline im Fidelio Bizet: - Micaëla in Carmen Busoni: - Titelpartie in Turandot Cornelius: - Margiana in Der Barbier von Bagdad Debussy: - Mélisande in Pelléas et Mélisande Leoncavallo: - Nedda in Der Bajazzo Menotti: - Magda in The Consul Mozart: - Giunia in Lucio Silla - Susanna in Le nozze di Figaro - Donna Elvira in Don Giovanni - Pamina in Die Zauberflöte Offenbach: - Olympia, Giulietta, Antonia, Stella in Les Contes d'Hoffmann |  | Puccini: - Titelpartie in Manon Lescaut - Mimi in La Bohème - Titelpartie in Madama Butterfly Smetana: - Marie in Die verkaufte Braut Richard Strauss: - Sophie in Der Rosenkavalier - Titelpartie in Arabella - Titelpartie in Daphne Tschaikowski: - Tatjana in Eugen Onegin - Lisa in Pique Dame Strawinsky: - Parascha in Mavra Verdi: - Violetta Valery in La traviata - Leonore in Il trovatore - Leonore in La forza del destino - Desdemona in Otello - Mrs. Alice Ford in Falstaff Weber: - Agathe in Der Freischütz |

### Operette
| Fall: - Kondja Gül in Die Rose von Stambul Kattnigg: - Zlata in Balkanliebe Lehár: - Hanna Glawari in Die lustige Witwe - Lisa in Das Land des Lächelns - Anna Elisa in Paganini - Sonja in Der Zarewitsch - Titelpartie in Giuditta Millöcker: - Titelpartie in Diana - Titelpartie in Die Dubarry - Laura in Der Bettelstudent |  | Stolz: - Anny in Zwei Herzen im Dreivierteltakt - Trude in Wenn die kleinen Veilchen blühen Straus: - Franzi Steingruber in Ein Walzertraum Strauß: - Rosalinde in Die Fledermaus - Saffi in Der Zigeunerbaron Suppé: - Lidia in Banditenstreiche |

## Tondokumente
Das durch Rundfunkaufnahmen, Live-Mitschnitte und Schallplatten überlieferte musikalische Werk von Melitta Muszely wurde in den letzten Jahren teilweise auch auf CD wiederveröffentlicht. Für den Rundfunk spielte Melitta Muszely außerdem, häufig als Partnerin von Fritz Wunderlich, zahlreiche Operettenaufnahmen ein: Der Zarewitsch und Das Land des Lächelns von Franz Lehár, Die Rose von Stambul von Leo Fall.

## Aufnahmen (Auswahl)
- Carl Maria von Weber: Der Freischütz, mit Melitta Muszely, Horst Günter, Sándor Konya, Arnold van Mill, James Pease, Ernst Wiemann, Dirigent: Wilhelm Brückner-Rüggeberg, NDR-Sinfonieorchester
- Ludwig van Beethoven: Fidelio, mit Gladys Kuchta, Melitta Muszely, Julius Patzak, Heinz Rehfuss, Erich Wenk, Karl Kümmel, Helmut Kretschmar, NDR-Chor und Orchester, Carl Bamberger, LP, TONO/Concert-Hall, SMS-2120 Stereo
- Bedřich Smetana: Die verkaufte Braut, Großer Querschnitt mit Barry McDaniel, Cvetka Ahlin, Melitta Muszely, Martti Talvela, Ruth Hesse, Rudolf Schock, Kurt Böhme; Chor und Orchester der Deutschen Oper Berlin, Dirigent: Heinrich Hollreiser, LP, Album, Electrola
- Georges Bizet: Carmen, mit Christa Ludwig, Rudolf Schock, Hermann Prey, Melitta Muszely, Iwan Rebroff, Dirigent: Horst Stein, Berliner Symphoniker, CD, EMI

## Filmografie
- 1970: Hoffmanns Erzählungen (Studioaufzeichnung)